# Annolesie (Silésie)
Pour les articles homonymes, voir Annolesie.
Annolesie (prononciation : [annɔˈlɛɕɛ]) est une localité polonaise de la gmina de Popów, située dans le powiat de Kłobuck en voïvodie de Silésie.